# Marie Luise Kaschnitz
Marie Luise Kaschnitz, nata Marie Luise von Holzing-Berstett (Karlsruhe, 31 gennaio 1901 – Roma, 10 ottobre 1974), è stata una scrittrice, poetessa e saggista tedesca.

## Biografia
Discendente da una famiglia nobile dell'Alsazia, ha lavorato come libraia a Weimar e a Monaco di Baviera, prima di trasferirsi in Italia, a Roma. Qui conobbe l'archeologo viennese Guido Freiherr Von Kaschnitz-Weinberg, di cui divenne moglie nel 1925.
La sua poetica è fortemente autobiografica e incentrata su temi come la guerra, il dolore e i viaggi. Dal 1945 ha prodotto i lavori più interessanti.
Tra i premi vinti vi sono il Premio Georg Büchner (1955), il Premio Johann Peter Hebel (1970) e il Premio Roswitha (1973). A lei stessa è dedicato un premio letterario tedesco, il "Marie-Luise-Kaschnitz-Preis", istituito nel 1984.

## Alcune opere
Poesia
- Gedichte (1947)
- Zukunftsmusik (1950)
- Ewige Stadt (1952)
- Dein Schweigen - meine Stimme (1962)
- Ein Wort weiter (1965)

Narrativa
- Liebe beginnt (1933)
- Elissa (1936)
- Gustav Courbet (1949)
- Das dicke Kind (1952)
- Lange Schatten (1960)
- Ferngespräche (1966)
- Steht noch dahin (1970)
- La prova del fuoco. Trad. di Olimpia Gargano. Introduzione di Giorgio Cusatelli. Note biobibliografiche di Dieter Richter. Amalfi: Mediterraneo, 1992.

Saggistica
- Engelsbrücke. Römische Betrachtungen (1955)
- Tage, Tage, Jahre (1968)
- Orte. Aufzeichnungen (1973)